# Park Square Tower
El Park Square Tower fue un rascacielos de 666 metros planeado (y luego cancelado) para Dubái, Emiratos Árabes Unidos. Su construcción se situó en el distrito Park Square de la ciudad. Para la fecha de 2010, sus 150 plantas lo harían el rascacielos con un uso de hotel más alto del mundo, superando así al JW Marriott Marquis Dubai de la misma ciudad.
Si se hubiera construido este edificio, de un coste cercano a los 2 mil millones de dólares, su altura habría supuesto una altura "media" entre los superproyectos de Dubái como el Burj Khalifa y la Nakheel Tower, de 828 m y 1200 m respectivamente, y los rascacielos más bajos, de entre 200 y 500 metros.